# Perissodus
Perissodus és un gènere de peixos pertanyent a la família dels cíclids.

## Distribució geogràfica
Es troba a l'Àfrica oriental.

## Taxonomia
- Perissodus eccentricus (Liem & Stewart, 1976)[3]
- Perissodus microlepis (Boulenger, 1898)[4][5][6][7][8][9][10]